# Reprezentacja Andory w rugby union mężczyzn
Reprezentacja Andory w rugby  jest drużyną reprezentującą Andorę w międzynarodowych turniejach. Drużyna występuje w dywizji 2B Pucharu Narodów Europy.

## Puchar świata w rugby
- 1987–2015: nie zakwalifikowała się